# Charbolak (huyện)
Charbolak là một huyện thuộc tỉnh Balkh, Afghanistan. Dân số thời điểm năm 1999 là 65,498 người.